# Andreas Bauer
Andreas Bauer (ur. 21 stycznia 1964 w Oberstdorfie) – niemiecki skoczek narciarski, który występował w latach 1980–1991. Najlepsze wyniki w Pucharze Świata osiągnął w sezonie 1981/1982 kiedy zajął 10. miejsce w klasyfikacji generalnej. W całej swojej karierze sześć razy stał na podium konkursów Pucharu Świata, w tym raz na najwyższym, raz był drugi oraz 4 razy trzeci.
Zajął 18. miejsce na mistrzostwa świata w Lahti oraz 21. miejsce na mistrzostwa świata w lotach narciarskich w Vikersund w 1990. Najwyższą pozycją w klasyfikacji końcowej Turnieju Czterech Skoczni było 6. miejsce w 35. Turnieju Czterech Skoczni. Na zimowych igrzyskach olimpijskich w Sarajewie zajął 11. miejsce na skoczni dużej oraz 7. na normalnej.
Od 2005 pracował jako trener skoków niemieckich kombinatorów norweskich. Wcześniej był asystentem Reinharda Hessa. Do marca 2021 roku był głównym trenerem reprezentacji Niemiec kobiet w skokach. Po sezonie 2020/2021 zrezygnował z tej funkcji.

## Puchar Świata w skokach narciarskich

### Miejsca w klasyfikacji generalnej
- sezon 1980/1981: 57.
- sezon 1981/1982: 10.
- sezon 1982/1983: 38.
- sezon 1983/1984: 12.
- sezon 1984/1985: 32.
- sezon 1985/1986: 42.
- sezon 1986/1987: 14.
- sezon 1987/1988: 11.
- sezon 1988/1989: 23.
- sezon 1989/1990: 26.
- sezon 1990/1991: 32.

### Miejsca na podium chronologicznie
1. 1 stycznia 1982 Garmisch-Partenkirchen – 3. miejsce,
2. 3 marca 1984 Lahti – 3. miejsce,
3. 8 stycznia 1985 Cortina d’Ampezzo – 3. miejsce,
4. 1 stycznia 1987 Garmisch-Partenkirchen – 1. miejsce,
5. 12 grudnia 1987 Lake Placid – 3. miejsce,
6. 4 stycznia 1988 Innsbruck – 2. miejsce.

## Zimowe igrzyska olimpijskie
- Indywidualnie
  - 1984 Sarajewo (YUG) – 11. miejsce (duża skocznia), 7. miejsce (normalna skocznia)
  - 1988 Calgary (CAN) – 34. miejsce (duża skocznia), 29. miejsce (normalna skocznia)
- Drużynowo

- - 1988 Calgary (CAN) – 6. miejsce (duża skocznia)

## Mistrzostwa świata w skokach narciarskich
- Indywidualnie
  - 1989 Lahti (FIN) – 18. miejsce (normalna skocznia)

## Mistrzostwa świata w lotach narciarskich
- Indywidualnie
  - 1990 Vikersund (NOR) – 21. miejsce